# Каблово
Ка́блово (рос. Каблово) — хутір у складі Соль-Ілецького міського округу Оренбурзької області, Росія.

## Населення
Населення — 37 осіб (2010; 63 у 2002).
Національний склад (станом на 2002 рік):
- казахи — 100 %